# Administrativní dělení Dominikánské republiky

Provincie Dominikánské republiky

Dominikánská republika se administrativně skládá z 31 provincií a jednoho Distrito Nacional - hlavního města Santo Domingo.
| č. | Departement (popř. Distrito Nacional) | Hlavní město                | Rozloha (km²) | Obyvatelstvo (2022) | Hustota zalidnění (obyv./km²) |
| -- | ------------------------------------- | --------------------------- | ------------- | ------------------- | ----------------------------- |
| 1  | Azua                                  | Azua de Compostela          | 2 682,54      | 236 478             | 88                            |
| 2  | Baoruco                               | Neiba                       | 1 284,90      | 108 717             | 85                            |
| 3  | Barahona                              | Santa Cruz de Barahona      | 1 660,19      | 200 884             | 121                           |
| 4  | Dajabón                               | Dajabón                     | 1 021,25      | 74 809              | 73                            |
| 5  | Duarte                                | San Francisco de Macorís    | 1 649,48      | 308 353             | 187                           |
| 6  | Elías Piña                            | Comendador                  | 1 395,47      | 64 615              | 46                            |
| 7  | El Seibo                              | Santa Cruz del Seibo        | 1 788,41      | 99 168              | 55                            |
| 8  | Espaillat                             | Moca                        | 842,96        | 233 636             | 277                           |
| 9  | Hato Mayor                            | Hato Mayor del Rey          | 1 319,3       | 100 134             | 76                            |
| 10 | Independencia                         | Jimaní                      | 2 007,40      | 60 692              | 30                            |
| 11 | La Altagracia                         | Salvaleón de Higüey         | 2 998,43      | 446 060             | 149                           |
| 12 | La Romana                             | La Romana                   | 652,12        | 287 915             | 442                           |
| 13 | La Vega                               | Concepción de la Vega       | 2 292,45      | 442 720             | 193                           |
| 14 | María Trinidad Sánchez                | Nagua                       | 1 206,50      | 156 633             | 130                           |
| 15 | Monseñor Nouel                        | Bonao                       | 992,03        | 195 547             | 197                           |
| 16 | Montecristi                           | San Fernando de Montecristi | 1 885,81      | 123 519             | 65                            |
| 17 | Monte Plata                           | Monte Plata                 | 2 601,62      | 205 499             | 79                            |
| 18 | Pedernales                            | Pedernales                  | 2 080,50      | 34 375              | 17                            |
| 19 | Peravia                               | Baní                        | 785,21        | 209 372             | 267                           |
| 20 | Puerto Plata                          | San Felipe de Puerto Plata  | 1 805,63      | 338 354             | 187                           |
| 21 | Hermanas Mirabal                      | Salcedo                     | 427,38        | 96 442              | 226                           |
| 22 | Samaná                                | Santa Bárbara de Samaná     | 862,82        | 111 990             | 130                           |
| 23 | Sánchez Ramírez                       | Cotuí                       | 1 185,80      | 162 638             | 137                           |
| 24 | San Cristóbal                         | San Cristóbal               | 1 240,63      | 688 828             | 555                           |
| 25 | San José de Ocoa                      | San José de Ocoa            | 853,43        | 69 081              | 81                            |
| 26 | San Juan                              | San Juan de la Maguana      | 3 363,81      | 244 668             | 73                            |
| 27 | San Pedro de Macorís                  | San Pedro de Macorís        | 1 254,33      | 337 145             | 269                           |
| 28 | Santiago                              | Santiago de los Caballeros  | 2 806,29      | 1 074 684           | 383                           |
| 29 | Santiago Rodríguez                    | San Ignacio de Sabaneta     | 1 147,54      | 64 635              | 56                            |
| 30 | Santo Domingo                         | Santo Domingo Este          | 1 301,61      | 2 769 589           | 2 128                         |
| 31 | Valverde                              | Mao                         | 822,95        | 183 738             | 223                           |
| DN | Distrito Nacional                     | Santo Domingo               | 91,95         | 1 029 110           | 11 192                        |
|    | Dominikánská republika                | Santo Domingo               | 48 310,97     | 10 760 028          | 223                           |